# Corsica Joe
Corsica Joe (François Miquet) 17 de janeiro de 1920 - 14 de março de 2010 foi um lutador norte-americano.